# Zemská silnice B48
Zemská silnice B48 zvaná Erdöl Straße („Ropná silnice“) je silnice v Dolních Rakousích podél říčky Zaya. Nazývá se „ropná“ podle toho, že prochází oblastí nejvýznamnějšího rakouského naleziště ropy. Na východě vede na hraniční přechod Hohenau / Mor. Sv. Ján, je zde jediný silniční most (pro automobily) přes řeku Moravu mezi Rakouskem a Slovenskem.

## Trasa silnice

#### Okres Mistelbach
- Bullendorf (odpojení z B47)
- Ebersdorf an der Zaya

#### Okres Gänserndorf
- Rannersdorf an der Zaya
- Prinzendorf an der Zaya
- Hauskirchen (L7)
- odbočka Sankt Ulrich
- Neusiedl an der Zaya (L7)
- Dobermannsdorf (L15)
- Hohenau an der March (B49, L20)
- / hraniční přechod Hohenau / Moravský Svätý Ján